# Villiersfaux
Villiersfaux é uma comuna francesa na região administrativa do Centro, no departamento Loir-et-Cher. Estende-se por uma área de 7,17 km². Em 2010 a comuna tinha 253 habitantes (densidade: 35,3 hab./km²).